# Каракульджа (притока Карадар'ї)
Каракульджа (застар. Кара-Кульджа; на початку — Каракол) — річка, що протікає територією Ошської області Киргизстану. Довжина річки складає 104 км. Площа водозбірного басейну — 1300 км².
Збирає свої води із південно-західного схилу Ферганського хребта. Каракульджа є правою складовою річки Карадар'я. У басейні річки знаходиться село Кара-Кульджа.